# Constantin Moroiu

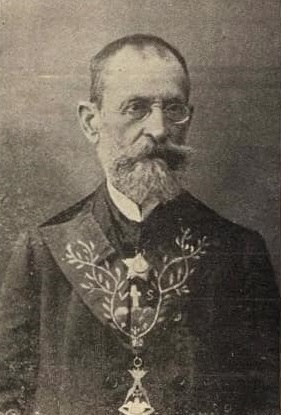
Constantin Moroiu

Constantin Moroiu (n. 13 februarie 1837 – d. 27 aprilie 1918) nepot al profesorului Costache Moroiu de la Colegiul Național „Sfântul Sava” din București, pionier al învățământului național, a fost un ofițer al Armatei Regale, cu gradul de căpitan. A participat la Războiul Ruso-Turc împotriva Imperiului Otoman. A fost unul dintre cei mai de seamă masoni din România și de asemenea un foarte activ filatelist.
Constantin Moroiu a marcat istoria modernă a României și a Masoneriei Naționale, fiind părintele și fondatorul primei Mari Loji din România. Fratele său George Moroiu a fost și el un cunoscut mason. Maria și Elena Moroiu, fiicele sale, au fost inițiate în Loja Steaua Sudului din Mangalia, în 1883, fiind primele femei din România inițiate în masonerie.
Primul contact oficial cu masoneria a avut loc pe 1 iunie 1859 (Loja Steaua Dunării din București). În iunie 1875 primește Gradul de Maestru Mason, iar pe 1 februarie 1877 părăsește Loja Heliopolis din București.
Pe 11 octombrie 1878 reactivează Loja Steaua Dunării (sub jurisdicția Marelui Orient Lusitan). În perioada 1878-1880 este Maestru Venerabil al Lojii Seaua Dunării. În 1880 primește Gradul 31, iar în luna mai a aceluiași an este ales Mare Sapient al Capitolului Steaua Dunării.
Constantin Moroiu reunește cea mai mare parte a lojilor românești aflate, până atunci, în obediențe strâine: franceză, italiană, germană, portugheză etc. și la 8 septembrie 1880, constituie Marea Lojă Națională Română (MLNR).
Din 1880 și până în 1911 este Mare Maestru și Suveran Mare Comandor. În 1881 a fondat Supremul Consiliu de Rit Antic Primitiv Orient de Memphis. În același an fondează și Supremul Consiliu pentru România.
Pe 5 iulie 1882 devine Membru de Onoare al Lojii Fratellanza Universale din Pisa, Italia. Pe 22 noiembrie 1882 fondează Marele Capitol Royal Arch. Călătorește în Belgia și Franța unde stabilește legături cu Supremele Consilii. În 1883 devine Mare Maestru de Onoare al Supremului Mare Consiliu General de Misraim din Statele Unite ale Americii. În 1883 și 1905 devine garant al Suveranului Sanctuar al Marii Britanii și Irlandei în Suveranul Sanctuar din România. În aceeași perioadă este ales garant de amiciție al Supremului Consiliu din Jurisdicția de Nord a Statelor Unite ale Americii și al Supremului Consiliu pentru Mexic în România. În 1883 devine garant de amiciție al Marii Loji a Franței și Marelui Orient al Spaniei în România. În același an primește și titlul de Membru de Onoare al Lojii La Verita din Luca, Italia (sub jurisdicția Supremului Consiliu al Italiei).
În 1886 se fondează Loja Constantin Moroiu din Cairo, Egipt. În ianuarie 1899 promulgă noua Constituție Masonică, iar în 1904 participă la Congresul Masonic din Bruxelles, Belgia. În 1905 devine garant de amiciție al Supremului Consiliu din Scoția în România. În 1905 și 1914 este ales garant de amiciție al Marilor Loji din British Columbia, Canada, Peru și Franța în România.
În anul 1914, Constantin Moroiu este ales garant de amiciție în România pentru Marea Lojă a Franței, Marea Lojă din Jawa, Marea Lojă din Venezuela, Marele Orient al Spaniei, Supremul Consiliu din Belgia și Supremul Consiliu din Cuba.
Devine membru de Onoare în Loja Egyptian Nr. 2 (Manchester, Marea Britanie), Loja Perseverenza (Masso, Italia), Loja Ciro Mentoli (Borgo, Italia) și Il Leone di Caprera (Rio dell'Elba, Italia).
Constantin Moroiu a înființat și publicația masonică „Triunghiul”.